# 저동국민학교 와달분교
저동국민학교 와달분교는 대한민국 경상북도 울릉군에 있었던 초등학교 분교이다.

## 학교 연혁
- 일자미상 저동국민학교 와달분교장 설립 인가
- 1969년 3월 1일 저동국민학교 와달분교장 개교
- 일자미상(1970년대 후반 추정) 와달리 마을 주민 이주 시작
- 1981년 2월 28일 폐교 및 저동국민학교 통폐합

## 참고 자료
- 저동국민학교 와달분교 - 한국교육학술정보원 학교알리미